# Matt O'Riley
Matthew Sean O'Riley (født 21. november 2000) er en dansk-engelsk professionel fodboldspiller, som spiller for Premier league-klubben Brighton & Hove Albion og Danmarks landshold.

## Klubkarriere

### Fulham
O'Riley begyndte sin karriere hos Fulham, hvor han debuterede for førsteholdet den 8. august 2017 i en EFL Cup-kamp imod Wycombe Wanderers. Det lykkedes dog aldrig for ham, at bryde igennem på førsteholdet, og han forlod klubben ved kontraktudløb i juli 2020.

### Milton Keynes Dons
Efter at have været uden en klub i et halvt år, skiftede O'Riley i januar 2021 til Milton Keynes Dons.

### Celtic
O'Riley skiftede i januar 2022 til skotske Celtic, efter at klubben havde betalt frikøbsklausulen i hans kontrakt. Han scorede sit første mål for klubben den 9. februar i en 2-3 sejr over Aberdeen.
O'Rileys bedste sæson med Celtic kom i 2023-24, hvor at han blev kåret som både årets spiller og årets unge spiller i klubben, efter han havde spillet en central rolle i, at Celtic vandt deres trejde mesterskab i streg.

### Brighton & Hove Albion
O'Riley skiftede i august 2024 til Brighton & Hove Albion.

## Landsholdskarriere

### England
O'Riley har repræsenteret England på flere ungdomsniveauer.

### Danmark
O'Riley annoncerede i februar 2022, at han gerne ville repræsentere Danmark internationalt, og i marts blev han for første gang inkluderet på Danmarks U/21-landshold. Han debuterede for det danske landshold den 20. november 2023, i en kamp imod Nordirland.

## Privat
O'Riley er født i London, og har en engelsk far og dansk mor.

## Titler
Celtic
- Scottish Premiership: 3 (2021-22, 2022-23, 2023-24)
- Scottish Cup: 2 (2022-23, 2023-24)
- Scottish League Cup: 1 (2022-23)

Individuelle
- Scottish Premiership Årets hold: 1 (2023-24)
- Celtic Årets spiller: 1 (2023-24)
- Celtic Årets unge spiller: 2 (2022-23, 2023-24)